# Cucullia argyrea
Cucullia argyrea là một loài bướm đêm trong họ Noctuidae.